# Alexei Luzenko
Alexei Alexandrowitsch Luzenko (kasachisch Алексей Александрович Луценко, englisch Alexey Alexandrovich Lutsenko; * 7. September 1992 in Petropawl) ist ein kasachischer Radrennfahrer.

## Karriere
Als Junior gewann Alexei Luzenko bei der Asienmeisterschaft in der Juniorenklasse die Silbermedaille im Einzelzeitfahren und Gold im Straßenrennen. Außerdem gewann er eine Etappe bei der Internationalen 3-Etappen-Rundfahrt, bei der er auch Dritter der Gesamtwertung wurde.
In seinem ersten Jahr im Erwachsenenbereich, 2012, fuhr Luzenko für das kasachische Continental Team Astana. In diesem Jahr gewann er jeweils eine Etappe beim Giro della Valle d’Aosta, bei der Tour de l’Avenir und bei der Bulgarien-Rundfahrt. Außerdem wurde er kasachischer U23-Meister im Einzelzeitfahren und im Straßenrennen. Bei der Straßen-Weltmeisterschaft in Valkenburg wurde Luzenko U23-Weltmeister im Straßenrennen.
Zur Saison 2013 wechselte Luzenko zum Astana Pro Team und bestritt im Alter von 21 Jahren seine erste Tour de France, die er jedoch auf der 18. Etappe aufgab. Im Jahr darauf feierte er seine ersten Siege als Profi, setzte sich im Zeitfahren der Dänemark-Rundfahrt durch, gewann zu dem die Punktewertung und errang die Goldmedaille im Zeitfahren der Asienspielen. Wenige Tage später siegte er erstmals bei der Tour of Almaty, die er in den nachfolgenden Jahren drei weitere Mal in Folge für sich entschied.

In der UCI WorldTour gewann Luzenko seine erste Etappe bei der Tour de Suisse 2015, ehe er auch bei Paris–Nizza im Jahr 2016 als Solist erfolgreich war. Mit der Tour of Hainan gewann er am Ende der Saison sein erstes Etappenrennen. Im Jahr 2017 wurde Luzenko gemeinsam mit Dmitri Grusdew, Andrei Seiz, Daniil Fominych, Sandos Bitsigitow und Baqtijar Qoschatajew Asienmeister im Mannschaftszeitfahren. Bei der Vuelta a España 2017 gewann er seine erste Grand-Tour-Etappe als er sich auf der 5. Etappe in der Ausreißergruppe durchsetzte. Bei den anschließenden Straßenradsport-Weltmeisterschaften in Bergen belegt er Platz neun im Straßenrennen.

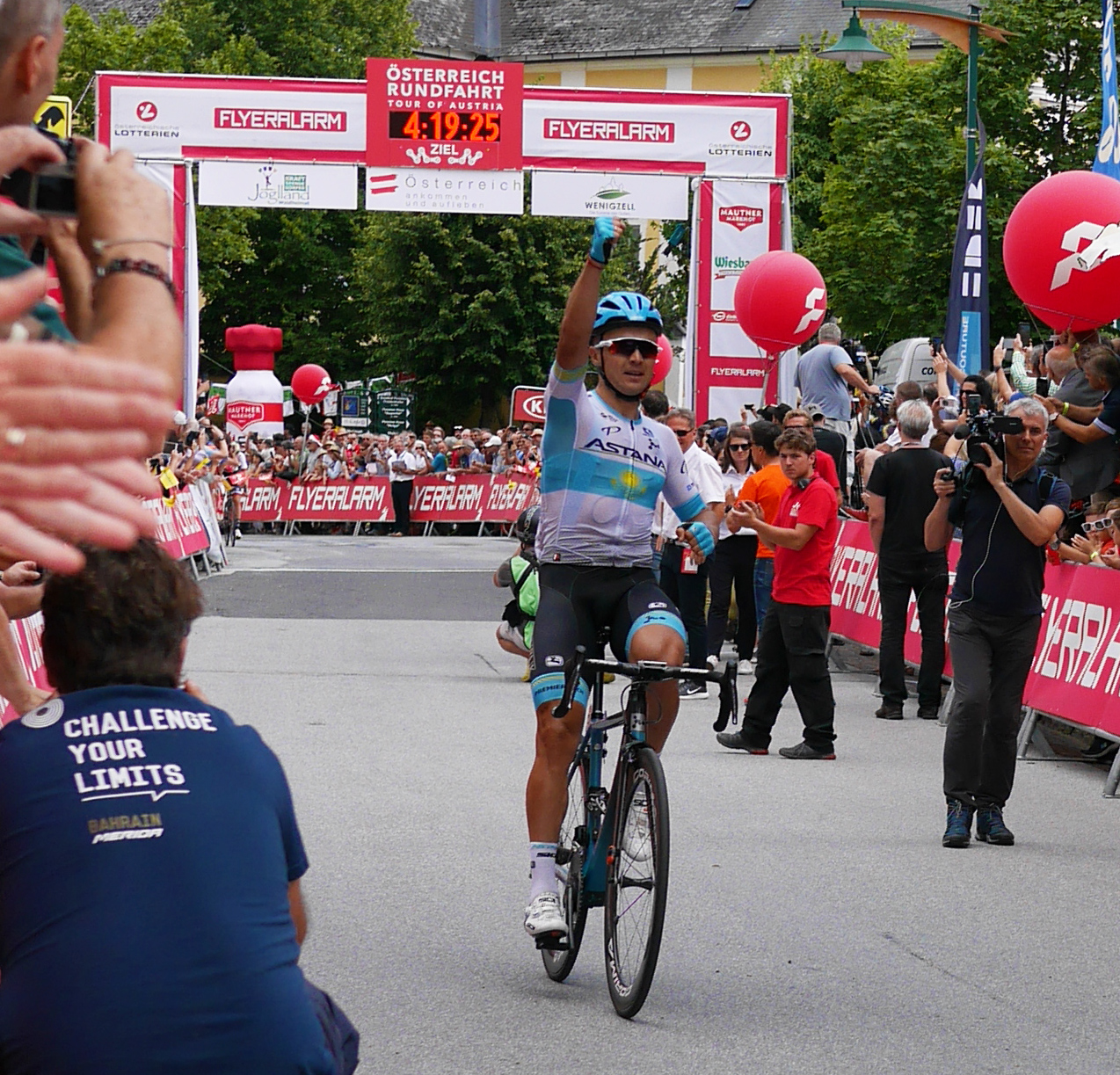
Alexei Luzenko gewinnt die 6. Etappe der Österreich-Rundfahrt 2018 im Trikot des kasachischen Meisters

In den Jahren 2018 und 2019 sicherte sich Luzenko den Gesamtsieg der Tour of Oman. Bei den Asienspielen des Jahres 2018 gewann er Gold im Straßenrennen und Einzelzeitfahren und holte ein Jahr später beide nationale Titel. Nach einem Etappensieg bei der Österreich-Rundfahrt 2018 siegte er auch auf einer Etappe der Türkei-Rundfahrt und führte somit erstmals das Ranking der UCI Asia Tour an. Im Jahr 2019 gewann er die Bergwertung und eine Etappe bei Tirreno–Adriatico, sicherte sich den Gesamtsieg des Arctic Race of Norway und setzte sich am Ende des Jahres bei der Coppa Sabatini, sowie dem Memorial Marco Pantani durch, dass er als erster Nicht-Italiener für sich entschied.
Luzenko wurde im Februar 2020 unter Bezugnahme auf einen durch Indiskretionen an die Öffentlichkeit gelangten Report der Cycling Antidoping Foundation (CADF) vorgeworfen, verbotenerweise Kontakte zum im Sportbereich wegen Dopingvergabe gesperrten Mediziner Michele Ferrari zu unterhalten, was mit einer Sperre von einem bis zwei Jahren geahndet werden würde. Die CADF gab kurz darauf bekannt, dass keine hinreichenden Beweise für die Einleitung eines Disziplinarverfahrens vorlägen.
Im Jahr 2020 feierte Luzenko bei seiner fünften Tour de France seinen ersten Etappensieg, als er als Solist die 6. Etappe gewann, die mit einer Bergankunft auf dem Mont Aigoual zu Ende ging. Bei den folgenden Straßenweltmeisterschaften konnte er im Straßenrennen nicht an den Start gehen, weil er zwei Tage vor dem Rennen positiv auf COVID-19 getestet worden war. In den Jahren 2021 und 2022 fokussierte er sich vermehrt auf das Gesamtklassement der Tour de France und belegte die Plätze sieben und acht. In jenen Jahren konnte er mit der Coppa Agostini und der ersten Austragung der Clásica Jaén Paraíso Interior nur ein zwei Rennen gewinnen. Bei den Olympischen Spielen in Tokyo wurde er 21. im Straßenrennen und 32. im Zeitfahren.
Im Jahr 2023 gewann Luzenko die letzte Etappe des Giro di Sicilia, die über den Ätna führte, und sicherte sich so den Sieg in der Gesamtwertung. Nachdem er im Jahr 2019 erneut beide nationalen Titel gewonnen hatte, nahm er seine achte Tour de France in Angriff, wobei er mit dem 40. Gesamtrang nicht an die Ergebnisse der vorangegangenen Jahre anschließen konnte. Mit dem Circuito de Getxo und seinem zweiten Erfolg beim Memorial Marco Pantani siegte er am Ende der Saison bei zwei Eintagesrennen, ehe er die Gesamtwertung der Türkei-Rundfahrt nach einem Etappensieg am Babadağ gewann. Bei den Asienspielen gewann er das Einzelzeitfahren und wurde hinter seinem Landsmann Jewgeni Fedorow Zweiter im Straßenrennen.
Im Jahr 2024 setzte er sich bei der Neuaustragung des Giro d’Abruzzo durch und gewann neben einer Bergankunft in Prati di Tivo auch die Punkte- und Bergwertung. Die Tour de France 2024 musste er infolge eines zuvor erlittenen Sturzes in der 17. Etappe aufgeben.

## Erfolge
2010
- Asienmeister – Straßenrennen (Junioren)

2012
- Kasachischer Meister – Einzelzeitfahren (U23)
- Kasachischer Meister – Straßenrennen (U23)
- eine Etappe Giro della Valle d’Aosta
- eine Etappe Tour de l’Avenir
- eine Etappe Tour of Bulgaria
- Weltmeister – Straßenrennen (U23)

2014
- eine Etappe und Punktewertung Post Danmark Rundt
- Asienspiele – Einzelzeitfahren
- Tour of Almaty

2015
- eine Etappe Tour de Suisse
- Kasachischer Meister – Einzelzeitfahren
- Tour of Almaty

2016
- eine Etappe Paris–Nizza
- Tour of Almaty
- Gesamtwertung und eine Etappe Tour of Hainan

2017
- Asienmeister – Mannschaftszeitfahren
- eine Etappe Vuelta a España
- Gesamtwertung, eine Etappe und Punktewertung Tour of Almaty

2018
- Gesamtwertung Tour of Oman
- Kasachischer Meister – Straßenrennen
- eine Etappe Österreich-Rundfahrt
- Asienspielesieger – Straßenrennen, Einzelzeitfahren
- eine Etappe Türkei-Rundfahrt
- Einzelwertung UCI Asia Tour 2018

2019
- Gesamtwertung, drei Etappen und Punktewertung Tour of Oman
- eine Etappe und Bergwertung Tirreno–Adriatico
- Kasachischer Meister – Straßenrennen, Einzelzeitfahren
- Gesamtwertung und Punktewertung Arctic Race of Norway
- Coppa Sabatini
- Memorial Marco Pantani
- Einzelwertung UCI Asia Tour 2019

2020
- Punktewertung Tour de La Provence
- eine Etappe Tour de France
- Einzelwertung UCI Asia Tour 2020

2021
- eine Etappe Critérium du Dauphiné
- Coppa Agostoni
- Einzelwertung UCI Asia Tour 2021

2022
- Clásica Jaén Paraíso Interior
- Einzelwertung UCI Asia Tour 2022

2023
- Gesamtwertung und eine Etappe Giro di Sicilia
- Kasachischer Meister – Einzelzeitfahren, Straßenrennen
- Circuito de Getxo
- Memorial Marco Pantani
- Asienspiele – Einzelzeitfahren
- Asienspiele – Straßenrennen
- Gesamtwertung und eine Etappe Türkei-Rundfahrt
- Einzelwertung UCI Asia Tour 2023

2024
- Gesamtwertung, eine Etappe, Punktewertung und Bergwertung Giro d’Abruzzo

## Wichtige Platzierungen
| Grand Tour            | 2013 | 2014 | 2015 | 2016 | 2017 | 2018 | 2019 | 2020 | 2021 | 2022 | 2023 | 2024 | 2025 |
| --------------------- | ---- | ---- | ---- | ---- | ---- | ---- | ---- | ---- | ---- | ---- | ---- | ---- | ---- |
| Giro d’ItaliaGiro     | –    | –    | –    | –    | –    | 87   | –    | –    | –    | –    | –    | DNF  | –    |
| Tour de FranceTour    | DNF  | –    | –    | 62   | 71   | –    | 19   | 46   | 7    | 8    | 40   | DNF  | 92   |
| Vuelta a EspañaVuelta | –    | 100  | –    | –    | 75   | –    | –    | –    | –    | 71   | –    | –    |      |

| Weltmeisterschaft        | 2013 | 2014 | 2015 | 2016 | 2017 | 2018 | 2019 | 2020 | 2021 | 2022 | 2023 | 2024 |
| ------------------------ | ---- | ---- | ---- | ---- | ---- | ---- | ---- | ---- | ---- | ---- | ---- | ---- |
| StraßenrennenStraße      | –    | –    | 63   | DNF  | 9    | 36   | DNF  | DNS  | –    | 24   | 49   |      |
| EinzelzeitfahrenEZF      | –    | –    | 36   | –    | 28   | 13   | 25   | –    | –    | 27   | –    |      |
| MannschaftszeitfahrenMZF | –    | 12   | 8    | 9    | 11   | 10   | –    | –    | –    | –    | –    |      |

| Monument                 | 2013 | 2014 | 2015 | 2016 | 2017 | 2018 | 2019 | 2020 | 2021 | 2022 | 2023 | 2024 |
| ------------------------ | ---- | ---- | ---- | ---- | ---- | ---- | ---- | ---- | ---- | ---- | ---- | ---- |
| Mailand–Sanremo          | –    | DNF  | 57   | –    | 24   | 107  | –    | 55   | –    | –    | –    | 114  |
| Flandern-Rundfahrt       | –    | –    | 22   | 14   | 47   | DNF  | –    | –    | –    | –    | –    | –    |
| Paris–Roubaix            | –    | –    | –    | –    | –    | –    | –    | –    | –    | –    | –    | –    |
| Lüttich–Bastogne–Lüttich | DNF  | DNF  | –    | –    | 98   | –    | DNF  | –    | 89   | –    | DNF  | 8    |
| Lombardei-Rundfahrt      | –    | –    | –    | –    | –    | –    | –    | –    | DNF  | –    | –    |      |